# Jestřabí
Jestřabí är en ort i Tjeckien.   Den ligger i regionen Zlín, i den östra delen av landet, 280 km öster om huvudstaden Prag. Jestřabí ligger 329 meter över havet och antalet invånare är 321.
Terrängen runt Jestřabí är kuperad åt sydost, men åt nordväst är den platt. Jestřabí ligger nere i en dal. Runt Jestřabí är det ganska tätbefolkat, med 108 invånare per kvadratkilometer. Närmaste större samhälle är Štítná nad Vláří, 2,0 km öster om Jestřabí. Omgivningarna runt Jestřabí är en mosaik av jordbruksmark och naturlig växtlighet.